# Alain Giresse
Alain Giresse (n. 2 august 1952, Langoiran, Aquitaine, Franța) este un fotbalist francez retras din activitate, care a jucat pe post de mijlocaș la echipe ca Bordeaux și Marseille. Pe plan internațional, are prezențe la națională pentru Franța. După încheierea carierei, a devenit antrenor, și antrenează în prezent pe Echipa națională de fotbal a Republicii Kosovo.

## Cariera internațională
A jucat pentru Echipa națională de fotbal a Franței la Campionatul Mondial de Fotbal 1982 (locul patru) și la Campionatul Mondial de Fotbal 1986 (locul trei). A fost membru al echipei care a câștigat Euro 1984 împreună cu Michel Platini, Luis Fernández și Jean Tigana.